# 狗哨政治
狗哨政治（英語：Dog-whistle politics）指使用编排过的隐语来向特定人群传递政治信息的手法。对于普通大众来说，这样的信息看起来也是可以理解的，但是实际的目标群体会有不同的理解或者更明确的理解。这个词語源于用来唤狗的高音频哨子，该频率的声音人类无法听到。
“狗哨政治”的意涵类似于使用隐语，但它仅在政治语境中使用。而且隐语通常对一般大众来说是难以理解的，而狗哨式的信息对一般大众来说也是可以理解的。

## 语源
美国作家、政论家威廉·萨菲尔认为，政治语境中的狗哨一词来源于舆论调查。《华盛顿邮报》舆论调查部门主管在1988年曾写道：“在调查问题中做细微的修改有时能导致调查结果的很大差别……研究者将其称为‘狗哨效应’，回应调查的人接收到了研究者没有察觉到的信息。”萨菲尔认为这个词汇从政治舆论调查者传播到了从事竞选者之中。:190
澳大利亚作家阿曼达·罗利在自己的著作中指出，狗哨的目的在于争取尽可能多的潜在选民，而尽量不让其余的人感到违和。举例而言，“家庭”（family）和“价值”（value）会让基督徒有更强烈的反响，同时也不会看起来像是宣扬基督教价值观，可以避免招致非基督徒选民的反感。:48-58
澳大利亚政治理论家罗伯特·古丁认为狗哨对民主政治具有弊害。它使得在竞选活动中不同的选民对自己所支持的观点有不同的理解。如此一来，选民对特定党派和人物的共同支持就流于表象，通过狗哨政治获取的权力就并非来自民选。:224-228

## 应用

### 澳大利亚
在澳大利亚，该概念在1990年代中期起被使用，并且被频繁用于描述约翰·霍华德的政治活动。:90批评者认为，他在担任澳大利亚总理的11年里——尤其是在第4个任期里使用了“非澳大利亚的”（un-Australian）、“主流”（mainstream）、非法移民（illegals）等词汇去争取特定选民的支持。:19-20:end-notes霍华德政府以针对难民的强硬立场赢得了选民的支持，但有人认为他们提供的信息中有隐含的种族主义倾向:18，却因为没有明显的种族主义言论而不必承担责任。也有批评意见认为2007年的澳大利亚公民考试包含狗哨：批评意见认为其中的内容表面看起来正常，但因其主张移民应当了解澳大利亚本国文化，可以赢得倾向于不包容移民外来文化的选民的支持:10。

### 加拿大
在2015年加拿大联邦大选中，时任总理斯蒂芬·哈珀在一场辩论中被指责使用了“密码”信息以呼吁该党的支持者投票。当时，保守党在民调中排在第三，落后于自由党和新民主党。他们在竞选中聘请了澳大利亚政治策略家林顿·克罗斯比作为政治顾问。在一场电视辩论中，斯蒂芬·哈珀在谈到政府的一项有争议的决定。这一决定将某些移民和难民从加拿大的医疗保健系统中移除。当时他为了证明政府的这个决定是正确的，提到了“老牌加拿大人”（Old Stock Canadians，指欧洲裔的加拿大人）的概念。结果，包括魁北克自由党前议员马琳·詹宁斯在内的反对党党魁却声称斯蒂芬·哈珀的言论是种族主义和煽动分裂的言论，因为“老牌加拿大人”这个词会被用来排斥加拿大的有色人种。